# 御所浦町立長浦中学校
御所浦町立長浦中学校（ごしょうらちょうりつ ながうらちゅうがっこう）は、熊本県天草郡御所浦町長浦（現・天草市）にあった中学校。

## 沿革
- 1947年（昭和22年） - 御所浦村立御所浦中学校長浦分校創立
- 1952年（昭和27年） - 御所浦中学校校から独立し、長浦中学校となる
- 1963年（昭和38年） - 御所浦町立長浦中学校と改称
- 1989年（平成元年） - 御所浦中学校へ統合